# Andries van Dam
Andries "Andy" van Dam (Groningen, 8 de dezembro de 1938) é um cientista da computação estadunidense nascido nos Países Baixos. Foi vice-presidente de pesquisa da Universidade Brown em Providence, Rhode Island. Juntamente com Ted Nelson contribuiu para o primeiro sistema hipertexto, o Hypertext Editing System (HES), no final da década de 1960. É co-autor de Computer Graphics: Principles and Practice juntamente com James D. Foley, S.K. Feiner e John F. Hughes. Foi co-fundador do precursor da atual conferência ACM SIGGRAPH.

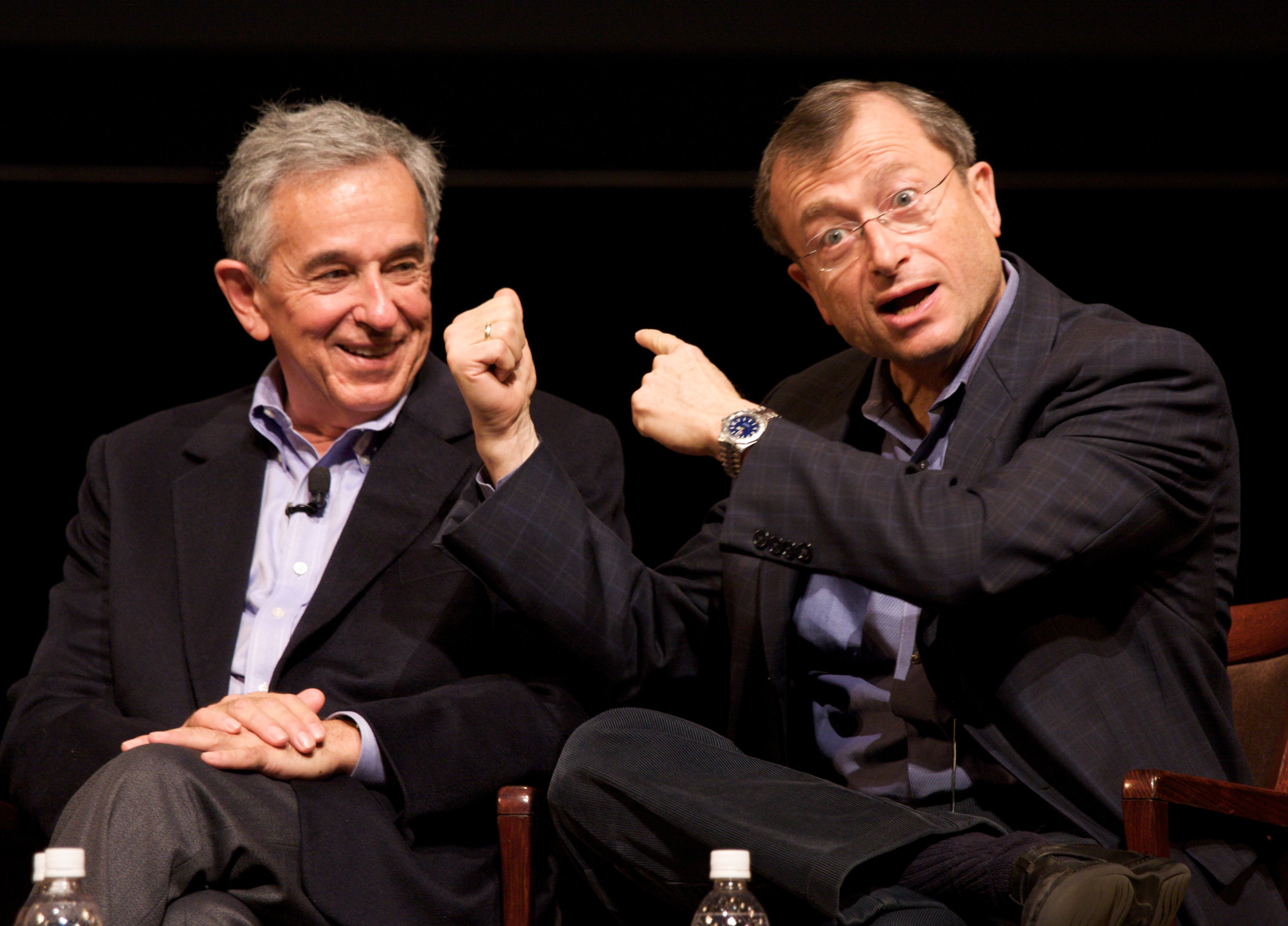
Jeff Rulifson e Andy van Dam em 2008

Van Dam estudou no Swarthmore College, com o bacharelado em 1960, e na Universidade da Pensilvânia, com um mestrado em 1963 e um doutorado em 1966, orientado por Harry Joshua Gray, com a tese A Study of Digital Processing of Pictorial Data.

## Publicações selecionadas
- com James D. Foley, Steven K. Feiner, John F. Hughes: Computer Graphics: Principles and Practice, Addison Wesley 1995[2], Nova Edição 2013 adicionalmente com Morgan McGuire, David Sklar e Kurt Akeley como co-autores.
- com David Niguidula: Pascal on the Macintosh – a Graphical Approach, Addison-Wesley 1987.
- com D. Brookshire Conner, David Niguidula: Object-Oriented Programming in Pascal, A Graphical Approach, Addison-Wesley 1995.
- com Rae Earnshaw, Richard Guedj, John Vince (Eds.): Frontiers of Human-Centered Computing, OnLine Communities and Virtual Environments, Springer 2001
- com Kathryn E. Sanders: Object-Oriented Programming in Java: A Graphical Approach, Addison-Wesley/Pearson 2005.

## Filme documentário
- Andries van Dam: Hypertext: An Educational Experiment in English and Computer Science at Brown University. Brown University, Providence, RI, U.S. 1974, Run time 15:16, Id 6475064, Full Movie on the Internet Archive